# Ostergraben (Helme)
Der Ostergraben ist ein linker Zufluss der Helme in der Gemeinde  Werther im Landkreis Nordhausen, in Thüringen, in Deutschland.

## Verlauf
Der Ostergraben entspringt mehreren Quellen nördlich von Kleinwechsungen. Er fließt überwiegend in südliche Richtung. Der einzige Ort an seinem Verlauf ist ebenfalls Kleinwechsungen. Im Ort wird er als Löschwasservorrat für die Feuerwehr angestaut. Südlich der Gemarkung mündet er in die Helme.

## Besonderheiten
In sehr trockenen Sommern kommt es vor, dass der Ostergraben kein Wasser führt, da die Quellen versiegen.

## Bildergalerie

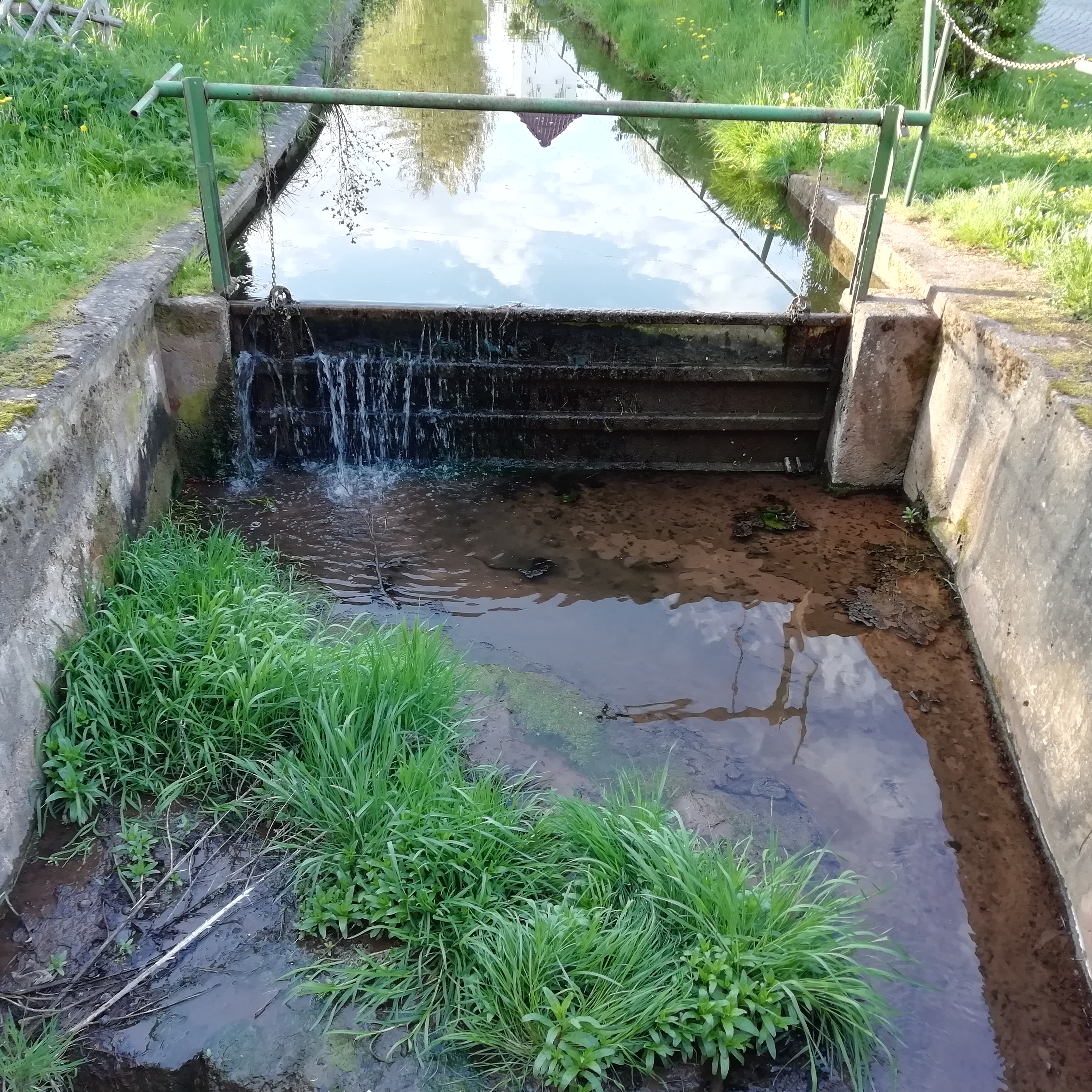
Angestauter  Ostergraben an der Kirche in Kleinwechsungen
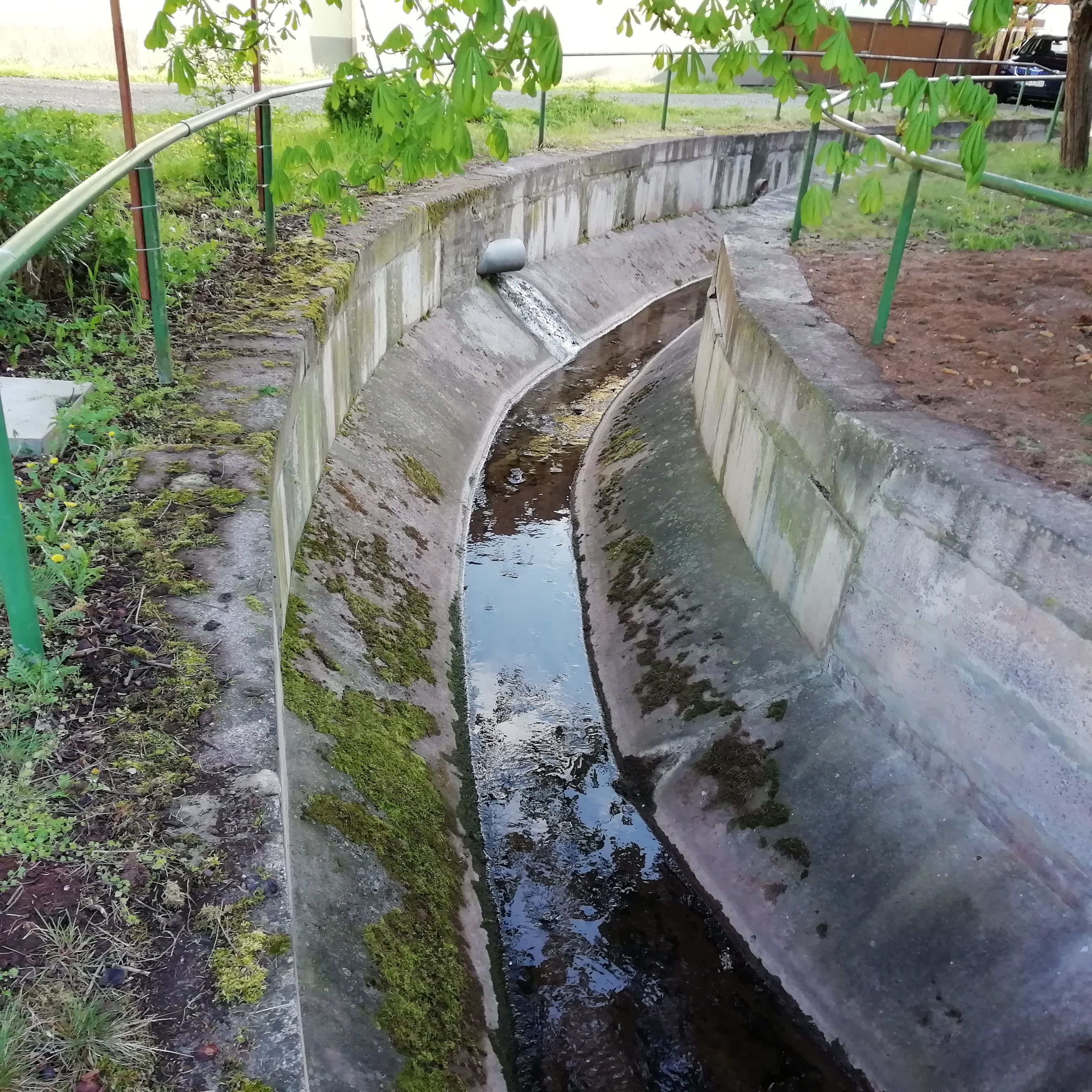
Kanalisierter Ostergraben an der Kirche in Kleinwechsungen